# 聯合國安全理事會第1091號決議
聯合國安全理事會第1091號決議于1996年12月13日在非公开会议上未经表决通过，决议承认即将离任的秘书长布特罗斯·布特罗斯-加利的贡献。
安全理事会承认布特罗斯·加利在指导联合国履行《联合国宪章》规定的职责方面发挥的作用。它还注意到他为寻求世界各地冲突的持久解决办法所作的努力，并赞扬他在改革和加强联合国系统方面所作的努力。
决议承认布特罗斯·加利对国际和平与安全、解决国际问题的努力、满足人道主义需要的努力以及他对所有人的人权和基本自由的促进所作的贡献。会议最后对他致力于《联合国宪章》的规定和发展各国之间的友好关系表示赞赏。
这是安全理事会第二次以鼓掌方式通过决议。